# Lago Emerald (California)
El lago Emerald  es un lago estadounidense situado  en el condado de Shasta , en el norte de California. El lago se encuentra dentro del Parque nacional volcánico Lassen, a una altitud de 2470 metros. Se encuentra a 0,5 km al oeste del lago Helen. La ruta Estatal de California 89 pasa por la orilla este del lago.
En el condado también se encuentra el lago Baker (California), a una altitud de 1628 metros.